# Matthew James Everingham
Matthew Everingham (27 juillet 1768, Yarmouth, Norfolk, Royaume-Uni – 25 décembre 1817) était l'un des bagnards embarqués sur la First Fleet. Arrêté le 7 juillet 1784 pour avoir volé deux livres à un homme de loi, il fut condamné à 7 ans de bagne - il avait alors 14 ou 15 ans. Il passa d'abord 3 ans sur un bateau-prison sur la Tamise à Londres, puis fut déporté vers l'Australie.
Au terme d'un voyage de 8 mois sur le Scarborough (départ le 13 mai 1787 du Royaume-Uni et arrivée à Port Jackson le 26 janvier 1788) dans de terribles conditions, Matthew Everingham, qui avait survécu, fut donc l'un des premiers bagnards qui peuplèrent l'Australie.
Survivant aux brutalités des gardiens, à la rudesse de la lande, et à la faim, Matthew purgea sa peine et fut libéré à l'âge de 21 ou 22 ans, redevenant ainsi un citoyen anglais libre. Mais il ne retourna pas en Angleterre. On lui donna un lopin de terre qu'il cultiva, et il épousa une ancienne bagnarde comme lui, Elizabeth (qui débarqua à Parramatta le 13 mars 1791 du Neptune de la Second Fleet).
C'est ainsi que les Everingham devinrent l'une des premières familles de la colonie. Ils eurent 9 enfants et à 47 ans, Mathhew devint policier.
Aujourd'hui, il y a plus de 7 000 descendants qui portent le nom d'Everingham  en Australie, tous très fiers que leur ancêtre soit un ancien bagnard anglais de la First Fleet.